# Smirnenski (Montana)
Smirnenski (Bulgaars: Смирненски) is een dorp in het noordwesten van Bulgarije. Zij is gelegen in de gemeente Broesartsi in oblast oblast Montana. Het dorp ligt ongeveer 30 km ten westen van Montana en 106 km ten noordwesten van de hoofdstad Sofia.

## Bevolking
De telling van 1934 registreerde 1.864 inwoners. Dit aantal groeide verder tot een hoogtepunt van 2.134 inwoners in 1946. Vanaf dat moment begon het inwonersaantal echter drastisch terug te lopen. Zo werden er op 31 december 2019 zo'n 369 inwoners geteld.  Van de 497 inwoners reageerden er 496 op de optionele volkstelling van 2011. Zo'n 490 personen identificeerden zich als etnische Bulgaren (98,8%).
Van de 497 inwoners die in februari 2011 werden geregistreerd, waren er 35 jonger dan 15 jaar oud (7%), terwijl er 220 inwoners van 65 jaar of ouder werden geteld (44%).